# 최후의 Z (영화)
《최후의 Z》(영어: Z for Zachariah)는 2015년 공개된 SF 스릴러 드라마 영화이다. 동명의 소설을 원작으로 한다.

## 출연

### 주연
- 마고 로비
- 크리스 파인
- 치웨텔 에지오포

## 기타
- 원작자: 로버트 C. 오브라이언
- 의상: 밥 벅